# Delizia (film)
Delizia è un film del 1986 diretto da Joe D'Amato, qui accreditato come Dario Donati.
La storia si avvale dell'avvenenza dell'attrice greca Tinì Cansino, all'epoca conosciuta al pubblico per lo show comico televisivo Drive in.

## Trama
Carol, bella e procace fotomodella italoamericana, si reca in Italia per la vendita di un immobile avuto in eredità, suscitando scompiglio in una famiglia di provincia dalla mentalità chiusa e conservatrice e conquistando l'accesa simpatia dei ragazzi.
In contesto di forte impronta anni ottanta, secondo i cliché della moda giovanile del Paninaro, caratterizzato da capi di vestiario appariscenti, moto da enduro e neologismi giovanili meneghini, la protagonista conquisterà il cuore del giovane Claudio, un sentimento ricambiato e in parte appagato.

## Distribuzione
Il film è stato distribuito nelle sale cinematografiche italiane a partire dal 14 febbraio 1987 sebbene una prima distribuzione risalga al 24 novembre 1986.